# Meistera
Meistera là một chi thực vật trong họ Zingiberaceae, sinh sống tại vùng nhiệt đới và cận nhiệt đới. Các loài được ghi nhận trong khu vực từ Ấn Độ, Himalaya, miền nam Trung Quốc, Đông Nam Á, New Guinea và miền bắc Queensland. Cho tới năm 2018 nó được coi là đồng nghĩa của Amomum.

## Từ nguyên
Tên chi được đặt theo George Meister (15/10/1653-17/5/1713), nhà thực vật học kiêm người làm vườn tại cung đình của  Tuyển đế hầu quốc Sachsen.

## Các loài
Plants of the World Online (2024) công nhận 43 loài như sau:
- Meistera aculeata (Roxb.) Škorničk. & M.F.Newman, 2018: Quần đảo Andaman, Java, Tiểu Sunda, Malaysia bán đảo, Maluku, Myanmar, New Guinea, Sumatra, Thái Lan, Việt Nam.
- Meistera acuminata (Thwaites) Škorničk. & M.F.Newman, 2018: Miền nam Ấn Độ, Sri Lanka.
- Meistera agastyamalayana (V.P.Thomas & M.Sabu) Škorničk. & M.F.Newman, 2018: Ấn Độ (Kerala).
- Meistera benthamiana (Trim.) Škorničk. & M.F.Newman, 2018: Sri Lanka (Kalutara).
- Meistera botryoidea (Cowley) Škorničk. & M.F.Newman, 2018: Borneo (Brunei).
- Meistera calcarata (Lamxay & M.F.Newman) Škorničk. & M.F.Newman, 2018: Lào.
- Meistera cannicarpa (Wight) Škorničk. & M.F.Newman, 2018: Tây nam Ấn Độ.
- Meistera caudata Sída f. & Škorničk., 2019: Việt Nam.[4]
- Meistera celsa (Lamxay & M.F.Newman) Škorničk. & M.F.Newman, 2018: Lào, Việt Nam.
- Meistera cerasina (Ridl.) Škorničk. & M.F.Newman, 2018: Tây & trung Sumatra, Borneo (Sarawak).
- Meistera chinensis (Chun ex T.L.Wu) Škorničk. & M.F.Newman, 2018: Campuchia, Hải Nam, Lào, Thái Lan, Việt Nam.
- Meistera cristatissima (N.S.Lý & Škorničk.) Škorničk., 2019: Việt Nam.[4]
- Meistera dallachyi (F.Muell.) Škorničk. & M.F.Newman, 2018: Bắc Queensland.
- Meistera deoriana (D.P.Dam & N.Dam) Škorničk. & M.F.Newman, 2018: Assam (Meghalaya). Được coi là đồng loài với Meistera koenigii.
- Meistera echinocarpa (Alston) Škorničk. & M.F.Newman, 2018: Sri Lanka, Lào, Java, Sulawesi tới Papuasia.
- Meistera elephantorum (Pierre ex Gagnep.) Škorničk. & M.F.Newman, 2018: Campuchia, Lào, Thái Lan, Việt Nam.
- Meistera fulviceps (Thwaites) Škorničk. & M.F.Newman, 2018: Tây nam Ấn Độ, Sri Lanka.
- Meistera gagnepainii (T.L.Wu, K.Larsen & Turland) Škorničk. & M.F.Newman, 2018: Trung Quốc (tây nam Quảng Tây) tới miền bắc Việt Nam.
- Meistera ghatica (K.G.Bhat) Škorničk. & M.F.Newman, 2018: Tây nam Ấn Độ.
- Meistera graminifolia (Thwaites) Škorničk. & M.F.Newman, 2018: Sri Lanka (Ratnapura).
- Meistera gyrolophos (R.M.Sm.) Škorničk. & M.F.Newman, 2018: Tây Sumatra, Borneo (Sarawak).
- Meistera kinabaluensis (R.M.Sm.) Škorničk. & M.F.Newman, 2018: Borneo (Sabah).
- Meistera koenigii (J.F.Gmel.) Škorničk. & M.F.Newman, 2018: Assam đến Trung Quốc (Vân Nam, Quảng Tây) và Đông Dương (Lào, Myanmar, Thái Lan, Việt Nam).
- Meistera lappacea (Ridl.) Škorničk. & M.F.Newman, 2018: Java, Malaysia bán đảo, Sumatra, Thái Lan.
- Meistera loheri (K.Schum.) Škorničk. & M.F.Newman, 2018: Philippines (Luzon).
- Meistera masticatorium (Thwaites) Škorničk. & M.F.Newman, 2018: Sri Lanka (Kandy).
- Meistera mentawaiensis (A.J.Droop) Škorničk. & M.F.Newman, 2018: Sumatra.
- Meistera mizoramensis (M.Sabu, V.P.Thomas & Vanchh.) Škorničk. & M.F.Newman, 2018: Assam (Mizoram).
- Meistera muricarpa (Elmer) Škorničk. & M.F.Newman, 2018: Đông nam Trung Quốc (gồm cả Hải Nam) đến Đông Dương (Lào, Việt Nam), Philippines (Mindanao).
- Meistera newmanii (M.Sabu & V.P.Thomas) Škorničk. & M.F.Newman, 2018: Ấn Độ (Kerala).
- Meistera nilgirica (V.P.Thomas & M.Sabu) Škorničk. & M.F.Newman, 2018: Ấn Độ (Kerala).
- Meistera ochrea (Ridl.) Škorničk. & M.F.Newman, 2018: Malaysia bán đảo, Sumatra.
- Meistera oligantha (K.Schum.) Škorničk. & M.F.Newman, 2018: Borneo (Sabah, Sarawak).
- Meistera propinqua (Ridl.) Škorničk. & M.F.Newman, 2018: Philippines.
- Meistera sahyadrica (V.P.Thomas & M.Sabu) Škorničk. & M.F.Newman, 2018: Tây nam Ấn Độ.
- Meistera sceletescens (R.M.Sm.) Škorničk. & M.F.Newman, 2018: Borneo (Sabah, Brunei).
- Meistera stephanocolea (Lamxay & M.F.Newman) Škorničk. & M.F.Newman, 2018: Lào.
- Meistera sudae Sída f. & Škorničk., 2019: Việt Nam.[4]
- Meistera tomrey (Gagnep.) Škorničk. & M.F.Newman, 2018: Campuchia, Lào, Thái Lan, Việt Nam.
- Meistera trichostachya (Alston) Škorničk. & M.F.Newman, 2018: Sri Lanka.
- Meistera vermana (S.Tripathi & V.Prakash) Škorničk. & M.F.Newman, 2018: Assam.
- Meistera verrucosa (S.Q.Tong) Škorničk. & M.F.Newman, 2018: Trung Quốc (nam Vân Nam).
- Meistera vespertilio (Gagnep.) Škorničk. & M.F.Newman, 2018: Miền bắc Việt Nam.
- Meistera yunannensis (S.Q.Tong) Škorničk. & M.F.Newman, 2018: Trung Quốc (tây Vân Nam), Myanmar (Sangaing).[5]